# Denkmalgeschützte Objekte im Okres Gelnica

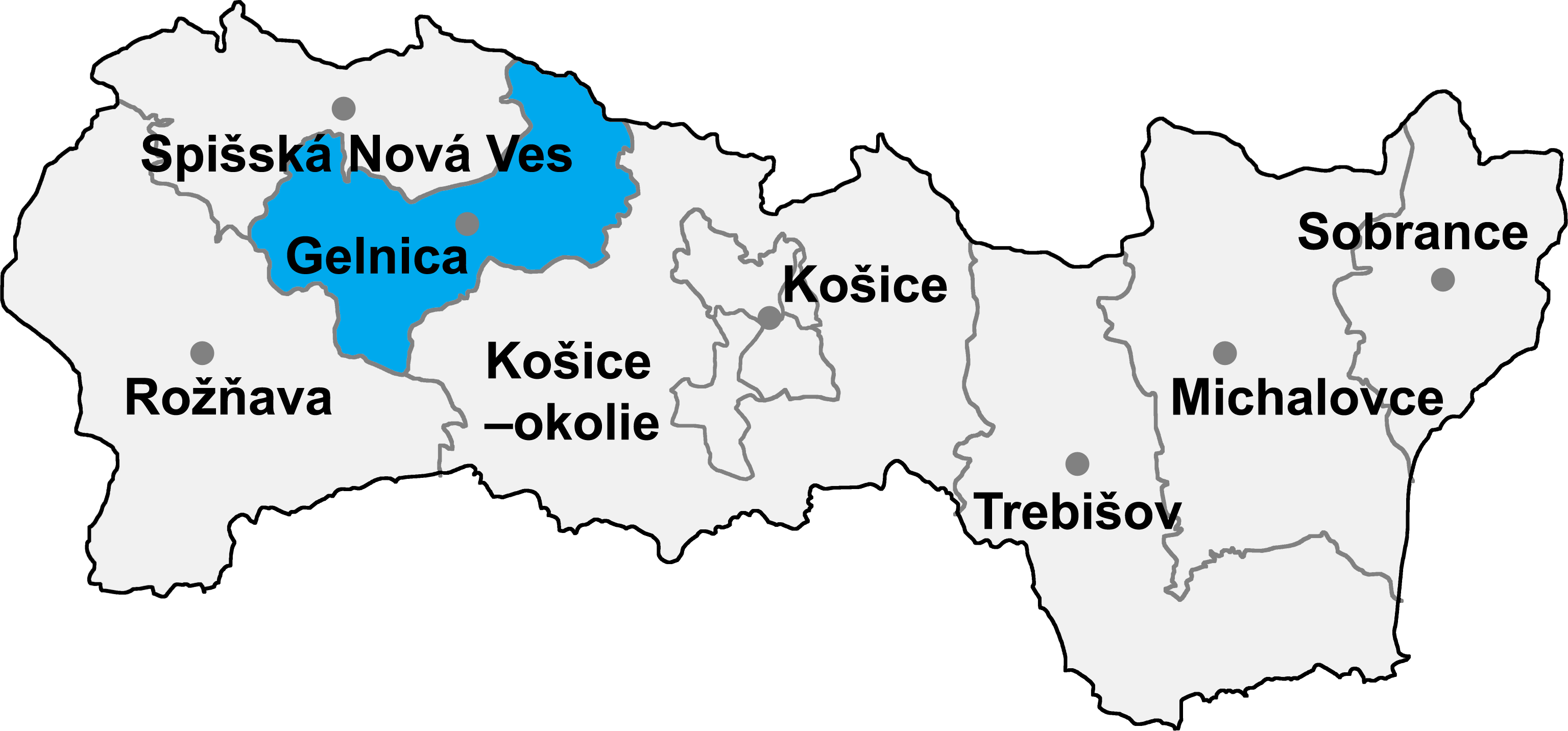

Im Okres Gelnica bestehen 80 denkmalgeschützte Objekte. Die unten angeführte Liste führt zu den Gemeindelisten und gibt die Anzahl der Objekte an. In Gemeinden, die nicht verlinkt sind, existieren keine geschützten Objekte.
| Liste der Okresy                               | Objektanzahl |
| ---------------------------------------------- | ------------ |
| Gelnica                                        | 35           |
| Helcmanovce (Hannsdorf)                        | 3            |
| Henclová                                       | 2            |
| Hrišovce (Herisdorf)                           | 0            |
| Jaklovce (Jeckelsdorf)                         | 3            |
| Kluknava (Kluckenau)                           | 6            |
| Kojšov (Koischdorf)                            | 2            |
| Margecany (Margareten)                         | 1            |
| Mníšek nad Hnilcom (Einsiedel an der Göllnitz) | 5            |
| Nálepkovo (Wagendrüssel)                       | 6            |
| Prakovce (Prackendorf)                         | 1            |
| Richnava (Reichenau)                           | 1            |
| Smolnícka Huta (Schmöllnitzhütte)              | 1            |
| Smolník (Schmöllnitz)                          | 9            |
| Stará Voda (Altwasser)                         | 0            |
| Švedlár (Schwedler)                            | 4            |
| Úhorná (Ahorn)                                 | 0            |
| Veľký Folkmar (Großvolkmar)                    | 0            |
| Závadka (Trichtbrunn)                          | 1            |
| Žakarovce (Sokelsdorf)                         | 0            |